# 賓尼兔
兔巴哥（英語：Bugs Bunny，又譯賓尼兔、兔寶寶），是美国的一名拟人卡通人物，由华纳兄弟动画公司设计制作，首次在樂一通动画系列中出现，他被评为全世界最受觀眾歡迎的兔子。他于1940年在纽约的布鲁克林出生小時候叫兔寶寶。

## 角色
兔八哥喜歡傾斜著身體靠在樹幹、欄杆上咬胡萝卜，他的死敵是獵人Elmer Fudd，愛人是蘿拉兔（Lola Bunny）。口头禅是“啥事呀？老兄”（原文"Eh...what's up, doc?"）。
他在美国以外国家通常被改为符合当地特色的名字，例如在芬兰被改名Väiski Vemmelsääri。

## 歷史

### 前身
早期的設定與現在的樣子差異非常大（早期是一只与现实的白兔没什么两样的兔子），首次登場於1938年4月30日播映的獵人豬小弟，當時華納卡通主要的動畫主角為豬小弟和達菲鴨，常有豬小弟扮演著獵人與達菲鴨搭檔演出的劇情，而當時的製作人班‧哈德維和卡爾道爾頓便試著使用一隻白兔來代替達菲鴨演出，因為其豐富的表情動作，搭配類似啄木鳥伍迪的聒噪笑聲和類似格魯喬·馬克思的喜劇風格，讓這隻聲音特殊的兔子立刻受到觀眾的喜愛，所以華納的卡通部門隨後決定再此使用牠來演動畫。
這隻白兔在1939年的Prest-O Change-O再次登場，在劇中與兩隻狗以戲弄兩隻狗，以魔術手法來與他們演出對手戲，最後被兩隻狗給打倒，而保留其特殊笑聲外並無其他台詞。
之後在1939年的Hare-um Scare-um第三次登場，顏色也改成了灰色配上黃色手套，外型也稍有改變，也在劇中唱起了歌，因為這隻兔子漸漸開始受歡迎的緣故，所以製作人Charles Thorson便給他取了個名字，原先計畫使用的名字為"快樂兔(Happy Rabbit)"，經過考慮後便給他取名為"賓尼兔(Bug Bunny)"。
但之後負責接下這個系列的製作人Tedd Pierce再次更改了賓尼兔的設計，他參考了競爭對手公司華特迪士尼動畫工作室在1936年所製作的動畫系列糊塗交響樂中的Toby Tortoise Returns的兔子外型，參考了其誇張的笑容、修長的腿及特大號的腳掌，以及三根手指和白色手套，最終誕生了這隻充滿迪士尼風格的兔子。

## 電影
兔八哥（或類似對象）在許多動畫中都扮演着領導角色。如在電影怪物奇兵（Space Jam）中，他和麥可·喬登都是隊長。又如在《樂一通超能特攻隊》中，他的後代Ace Bunny亦是最強主力。